# Slag om Marioepol (2022)
De Slag om Marioepol was een militaire confrontatie van Rusland samen met de zelfverklaarde Volksrepubliek Donetsk (DPR) tegen Oekraïne die begon op 24 februari 2022, op de eerste dag van de Russische invasie van Oekraïne.
De havenstad Marioepol ligt in de oblast Donetsk in het zuiden van Oekraïne en wordt opgeëist door de door Rusland gesteunde zelfverklaarde volksrepubliek Donetsk. De stad vormt een belangrijke verbinding tussen enerzijds de separatistische volksrepublieken Donetsk en Loegansk in de Donbas en anderzijds de Krim, die in 2014 door Rusland werd geannexeerd. Russische troepen belegerden de stad op 2 maart volledig, waarna ze geleidelijk de controle over de stad kregen. Op 22 april hadden de resterende Oekraïense troepen zich teruggetrokken in de Azovstalfabriek, een enorm en goed verdedigbaar industrieel complex.
Het Rode Kruis beschreef de situatie in Marioepol als 'apocalyptisch'. De Oekraïense autoriteiten beschuldigden Rusland ervan een grote humanitaire crisis te veroorzaken, waarbij stadsfunctionarissen ongeveer 21.000 burgerdoden meldden. Volgens Oekraïense functionarissen werd tijdens de gevechten ten minste 95% van de stad verwoest, grotendeels door Russische bombardementen. Het beleg eindigde op 16 mei 2022, na wat verschillende media afwisselend de 'evacuatie' of 'overgave' van het resterende Oekraïense personeel van de Azovstalfabriek werd genoemd; het Russische Ministerie van Defensie verklaarde dat de Oekraïners zich hadden 'overgegeven', een woord dat Oekraïne niet gebruikte. Op 18 mei echter beweerde de leider van de DPR, Denis Poesjilin, dat de commandanten van het Azovbataljon zich nog steeds in de fabriek bevonden.

## Achtergrond
Marioepol wordt beschouwd als een belangrijke strategische stad en doelwit voor de Russische troepen. Het is de grootste stad in het door Oekraïne gecontroleerde deel van de oblast Donetsk. Marioepol is tevens een belangrijk industrieel centrum, de thuisbasis van de staalfabrieken Illich en Azovstal, en is de grootste stad aan de Zee van Azov.
De controle over de haven aan de westelijke oever van de Zee van Azov is van vitaal belang voor de economie van Oekraïne. Voor Rusland zou het geschikt zijn als een landroute naar de Krim en om doorgang voor Russisch zeeverkeer mogelijk maken. Het veroveren van de stad zou Rusland volledige controle geven over de Zee van Azov.
In mei 2014, tijdens de Oorlog in Oost-Oekraïne, vielen troepen van de separatistische en door Rusland gesteunde Volksrepubliek Donetsk (DPR) de stad aan en dwongen Oekraïense troepen zich terug te trekken. In juni 2014 heroverden Oekraïense troepen de stad in een offensief. Een paar maanden later, in september, probeerde de DPR de stad voor de tweede keer in te nemen, wat mislukte. In oktober 2014 zwoer het toenmalige hoofd van de DPR, Aleksandr Zachartsjenko, de stad te heroveren. Marioepol werd vervolgens willekeurig gebombardeerd door raketten in januari 2015. Uit angst voor een toekomstig derde offensief in Marioepol, lanceerden Oekraïense troepen in februari een verrassingsaanval op Sjyrokyne, een dorp 11 km ten oosten van Marioepol met als doel de separatistische troepen uit de stadsgrenzen te verdrijven en een bufferzone te creëren weg van het DPR-gebied. Vier maanden later trokken de separatisten zich terug uit Sjyrokyne. Het conflict werd gestaakt toen het Minsk II akkoord werd ondertekend in 2015.
Een van de meest instrumentale groepen voor de herovering en daaropvolgende verdediging van Marioepol was het Azovbataljon, een Oekraïense vrijwilligersmilitie, controversieel vanwege hun openlijk neonazistische en nationalistische leden. In september 2014 werd Azov geïntegreerd in de Nationale Garde van Oekraïne en stelde het Marioepol in als hun hoofdkwartier. De Russische president Vladimir Poetin had voor de oorlog de "denazificatie" van Oekraïne genoemd als één van de doelen die hij voor ogen had. Hierdoor vertegenwoordigde Marioepol een belangrijk ideologisch en symbolisch doelwit voor de Russische strijdkrachten, aangezien het de thuisbasis van het Azovbataljon was. Volgens de loco-burgemeester van Marioepol verlieten 100.000 inwoners de stad nog vóór het beleg.

## Gevechten

### Eerste Russische aanvallen (24-28 februari)
Op de eerste dag van de Russische invasie van Oekraïne, op 24 februari 2022, bombardeerde Russische artillerie meerdere steden in het land. Bij de bombardementen op Marioepol en een verijdelde poging van Russische troepen om door te breken naar de stad raakten die dag 26 mensen gewond.
In de ochtend van 25 februari rukten Russische strijdkrachten, waaronder milities uit de zelfverklaarde volksrepubliek Donetsk, op vanuit het oosten richting Marioepol. Ze stuitten op Oekraïense troepen in de buurt van het dorp Pavlopil. De Oekraïense strijdkrachten versloegen de Russische troepen. Volgens de burgemeester van Marioepol, Vadym Bojtsjenko, werden 22 Russische tanks vernietigd in de actie. De Russische marine begon in de avond een amfibische aanval op de kust vanuit de Zee van Azov, net ten westen van Marioepol. Een Amerikaanse defensiefunctionaris verklaarde dat de Russen mogelijk duizenden mariniers inzetten.
Op 26 februari bleven Russische troepen Marioepol bestoken met artillerie. De regering van Griekenland meldde dat er daarbij tien Griekse burgers waren gedood, waarvan zes in het dorp Sartana en vier in het dorp Boehas.
In de ochtend van 27 februari zei Bojtsjenko dat een Russische tankcolonne vanuit de DPR op weg was naar Marioepol. Deze aanval werd afgeslagen door Oekraïense troepen, waarbij zes Russische soldaten gevangen werden genomen. Later die dag werd een 6-jarig meisje in Marioepol gedood door Russische beschietingen. Pavlo Kyrylenko, gouverneur van de oblast Donetsk, verklaarde dat de gevechten in Marioepol de hele nacht van 27 februari waren doorgegaan.
Gedurende 28 februari bleef de stad onder Oekraïense controle, ondanks dat ze werd omsingeld door Russische troepen en voortdurend werd beschoten. In het grootste deel van de stad werd de elektriciteit, gas en internetverbinding 's avonds onderbroken. Volgens Radio Free Europe/Radio Liberty, werd de Russische generaal-majoor Andrej Soechovetski gedood door een Oekraïense sluipschutter in de buurt van Marioepol, terwijl andere bronnen zeiden dat hij was gedood tijdens het Kiev-offensief.

### Omsingeling van de stad (begin maart)
Op 1 maart kondigde Denis Poesjilin, het hoofd van de DPR, aan dat de DPR-troepen de nabijgelegen stad Volnovacha bijna volledig hadden omsingeld. en dat ze binnenkort hetzelfde zouden doen met Marioepol. Later bombardeerde Russische artillerie de stad, waarbij meer dan 21 gewonden vielen. De spoorwegverbindingen naar de stad werden door het Russische leger onklaar gemaakt, waardoor Marioepol van de buitenwereld werd afgesneden.

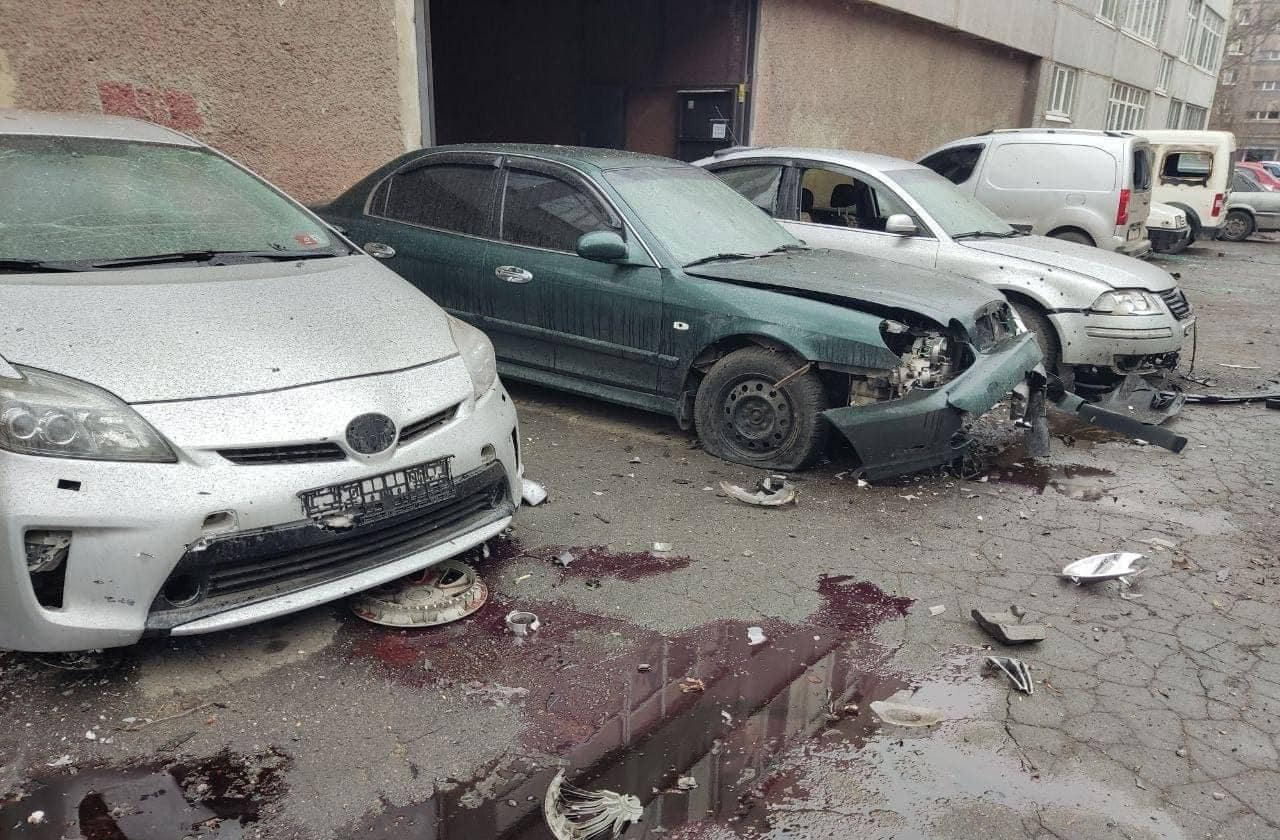
Verwoeste auto's en bloed na een Russische aanval, 1 maart 2022

De stad werd op 2 maart volledig omsingeld, waarna het beleg heviger werd. Russische beschietingen doodden een tiener en verwondden twee andere tieners die buiten aan het voetballen waren. Bojsjenko kondigde aan dat de stad te kampen had met een waterstoring en enorme verliezen had geleden. Hij zei ook dat Russische troepen ervoor zorgden dat burgers niet konden vertrekken.

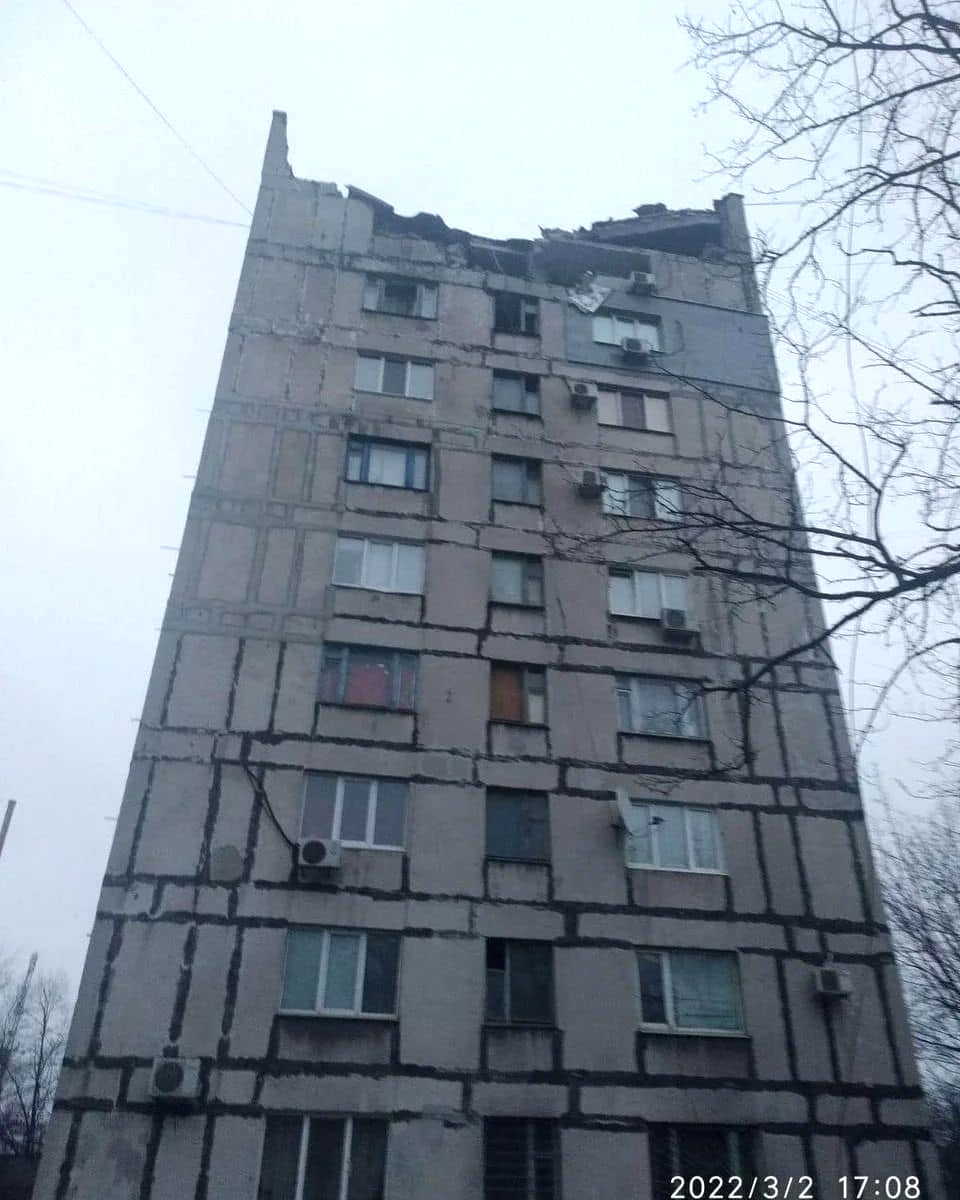
Een verwoest appartementengebouw in de stad, 2 maart 2022

Later op 2 maart richtte Russische artillerie zich op een dichtbevolkte wijk van Marioepol en beschoten deze gedurende bijna 15 uur. De buurt werd als gevolg daarvan enorm beschadigd, waarbij loco-burgemeester Sergiy Orlov meldde dat er ten minste honderden burgerdoden waren gevallen.
In de ochtend van 3 maart werd de stad opnieuw beschoten door Russische troepen. Eduard Basurin, de woordvoerder van de DPR-militie, riep de belegerde Oekraïense troepen in Marioepol formeel op om zich over te geven of zich voor te bereiden op "gerichte aanvallen". De woordvoerder van het Russische ministerie van Defensie, Igor Konasjenkov, meldde dat DPR-troepen het beleg hadden verscherpt, en dat drie nabijgelegen nederzettingen waren veroverd.

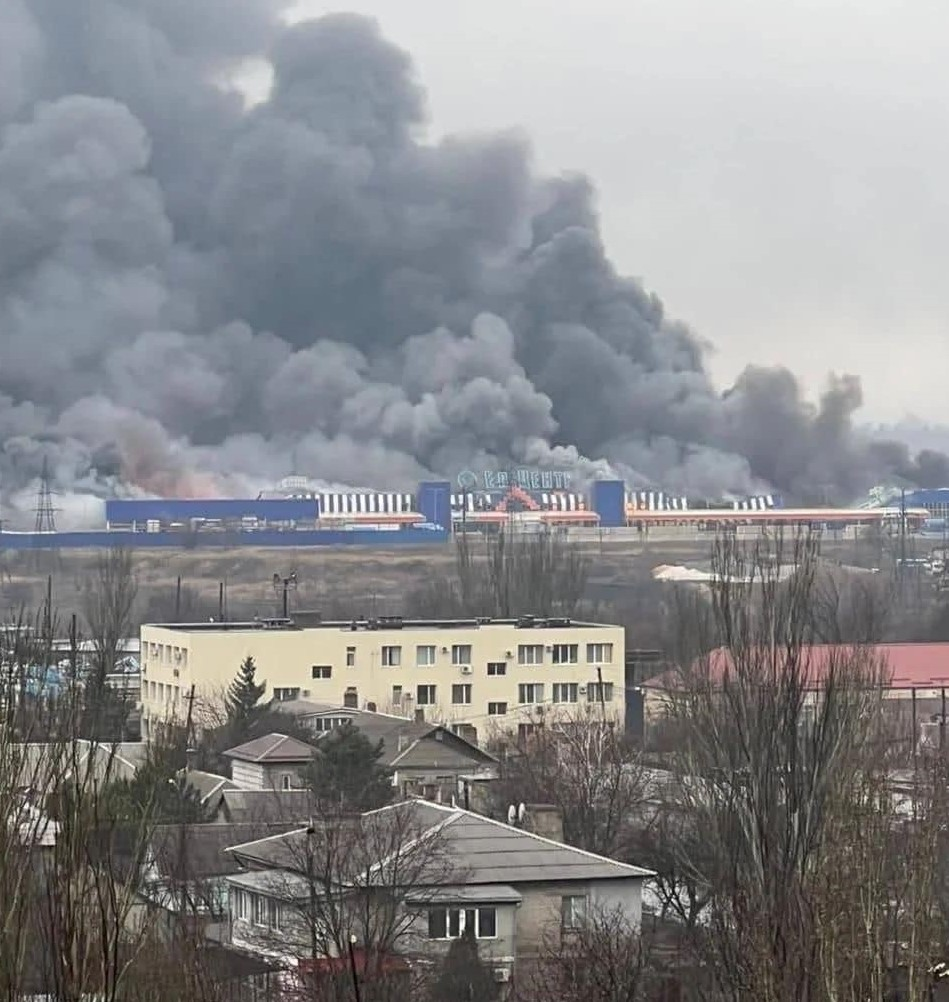
Massale Russische bombardementen in Marioepol, 3 maart 2022

Op 4 maart verklaarde Bojtsjenko dat de stad op het punt stond om te vallen, de voorraden van de stad waren bijna op. Hij riep op tot een humanitaire corridor en Oekraïense militaire versterkingen. Hij verklaarde ook dat Russische BM-21 Grads de ziekenhuizen van de stad beschoten en dat de inwoners van Marioepol inmiddels waren verstoken van water, verwarming en elektriciteit.

### Inname door Rusland van delen van de stad (maart-april)
Volgens Russische bronnen braken op 18 maart gevechten uit in het centrum van de stad, nadat Russische troepen de stad waren binnengevallen.
Op 8 april berichtte burgemeester Bojtsjenko dat 90% van de infrastructuur van de stad inmiddels was verwoest, waarvan 40% onherstelbaar.
Op 10 april meldde het Amerikaanse oorlogsonderzoeksinstituut ISW dat Marioepol nu bijna volledig in Russische handen was. Oekraïense strijders zouden zich alleen nog verweren bij de haven en in de Azovstalfabriek. Daartussen zouden de Russische legers een wig hebben gevormd. Volgens onbevestigde berichten zouden pro-Russische separatisten de haven inmiddels ook hebben veroverd.

### Specifieke doelwitten

#### Aanval op een kraamkliniek (9 maart)
Op 9 maart werd tijdens een Russische luchtaanval een gebouw dat tegelijkertijd dienstdeed als kraamkliniek en als kinderziekenhuis verwoest. Op het moment van de aanval vielen er zeker drie doden, onder wie een kind, en 17 gewonden.
Een zwangere vrouw die bij de aanval zwaargewond raakte overleed enkele dagen later in een ander ziekenhuis. Haar ongeboren kind werd met een keizersnede gehaald, maar overleefde het eveneens niet. Een andere vrouw overleefde de aanval op de kraamkliniek wel en zij beviel enkele dagen later van een gezonde dochter. Foto's van beide vrouwen waarin ze na de aanval op een brancard werden weggedragen – gemaakt door een fotograaf van Associated Press (AP) – werden wereldwijd bekend.
Van Russische zijde werden de verhalen echter afgedaan als nepnieuws; er werd beweerd dat de beelden van de vrouwen in scène waren gezet. De kraamkliniek zou volgens Rusland eerder door het Oekraïense leger zijn overgenomen, en daarom een gerechtvaardigd militair doelwit zijn geweest.

#### Aanval op het theater (16 maart)
Op 16 maart werd het Regionaal Dramatheater van Donetsk, in het centrum van de stad, doelwit van een Russisch bombardement. De locoburgemeester van Marioepol bevestigde de aanval tegenover de BBC. In het theater zouden zich op het moment van de aanval zo'n 1.300 burgers hebben schuilgehouden.
Over het precieze aantal doden bestaat zo'n twee maanden later nog steeds onduidelijkheid, ook is onduidelijk hoeveel mensen er op het moment van de aanval in het theater aanwezig waren. In eerste instantie berichtten Oekraïense parlementariërs dat het merendeel van degenen die op het moment van de aanval in het theater waren, de aanval had overleefd. Tien dagen na de aanslag liet het stadsbestuur van Marioepol via Telegram weten dat er ongeveer 300 doden waren gevallen. Latere reconstructies op basis van gesprekken met getuigen en filmpjes op sociale media hebben uitgewezen dat er minstens enkele tientallen doden moeten zijn gevallen bij de aanval.
Op 4 mei bracht Associated Press (AP) onderzoek naar buiten dat suggereerde dat er in het theater 600 doden waren gevallen. Op het moment van de aanval zouden er zo'n 1000 mensen in het gebouw zijn geweest.
De aanval op het theater werd door westerse landen gezien als een van de grootste oorlogsmisdaden sinds het begin van de oorlog in Oekraïne. Rusland ontkende elke betrokkenheid en wees het Oekraïense Azovbataljon aan als verantwoordelijke.

#### Aanval op staalfabriek (20 maart)
Op 20 maart werd de fabriek van het metallurgiebedrijf Azovstal – onderdeel van Metinvest en een van de grootste staalfabrieken van Europa – zwaar beschadigd door een Russische aanval. Volgens het parlementslid Lesia Vasylenko zouden de gevolgen voor de Oekraïense economie groot zijn.

#### Aanval op kunstacademie (20 maart)
De gemeenteraad van Marioepol meldde op 20 maart een aanval op een kunstacademie die op dat moment werd gebruikt als schuilplaats. Op het moment van de aanval zouden er zo'n 400 mensen in het gebouw zijn geweest.

#### Aanval op Caritas-kantoor (12 april)
Op 12 april meldde hulporganisatie Caritas dat haar gebouw in Marioepol was beschoten door een Russische tank. Daarbij zouden zeven doden zijn gevallen, onder wie twee boekhouders.

### Russische ultimatums
Op 20 maart stelde het Russische ministerie van Defensie een ultimatum aan Marioepol om zich over te geven, dat afliep om 5:00 de volgende ochtend. In ruil zouden er die ochtend door Rusland nieuwe corridors vanuit de stad worden geopend. De Oekraïense vicepremier Iryna Veresjtsjoek liet weten de Russische eis tot overgave te verwerpen.
Op 13 april berichtten Russische media dat zich 1026 Oekraïense soldaten zouden hebben overgegeven in Marioepol. De volgende dag gaven zich, volgens het Russische ministerie van Defensie, nog eens 134 Oekraïense soldaten over. Tot op heden is dit niet bevestigd door de Oekraïense autoriteiten.
De Russen stelden op 17 april een nieuw ultimatum voor overgave voor aan de overgebleven Oekraïense strijders in Marioepol, dat werd verworpen. Er werd inmiddels vooral gevochten rond de Azovstalfabriek, waar de overgebleven Oekraïense troepen zich hadden verschanst. In de fabriek zouden ook veel burgers hun toevlucht hebben gezocht. Op 20 april lieten dronebeelden zware explosies op het fabrieksterrein zien.

### Rusland claimt inname
Op 21 april beweerde Rusland de stad nu vrijwel volledig te hebben veroverd. De Russische minister van Defensie Sergej Sjojgoe zei dat er meer dan 4000 Oekraïense militairen waren gedood. Het ca. 11 km2 grote terrein van de Azovstalfabriek zou de enige plek in Marioepol zijn waar nog gevechten bezig waren. Naast een groot aantal burgers zouden zich hier zo'n 2000 Oekraïense militairen ophouden. Poetin gaf opdracht om de gevechten bij de fabriek te staken. In plaats daarvan werd het terrein door de Russen hermetisch afgesloten met als doel de belegerden volledig uit te hongeren.

### Wapenstilstanden en evacuaties
Op 5 maart kwamen Rusland en Oekraïne een tijdelijk staakt-het-vuren overeen in Marioepol en Volnovacha, zodat burgers deze belegerde steden konden verlaten. Het staakt-het-vuren ging officieel in om 9:00 plaatselijke tijd, maar werd in Marioepol uitgesteld vanwege aanhoudende gevechten. Later die dag meldde het Rode Kruis dat er gezien de situatie uit geen van beide steden evacuaties mogelijk waren. Vanuit Volnovakha en omgeving waren er op dat moment wel zo'n 400 burgers geëvacueerd. Op 6 maart werd het staakt-het-vuren nog steeds niet nageleefd.

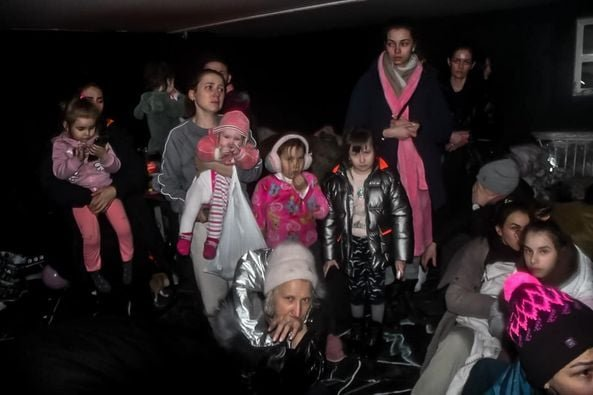
Burgervluchtelingen in Marioepol

Anton Herasjtsjenko, een Oekraïense functionaris, zei dat de tweede poging tot een humanitaire corridor voor burgers in Marioepol eindigde met een Russisch bombardement. Het Rode Kruis meldde dat er "verwoestende taferelen van menselijk lijden" waren in Marioepol. Later op de ochtend verklaarde, Inna Sovsun, een Oekraïens parlementslid, dat de brandstofpijpleiding die Marioepol van stroom voorzag, door Russische troepen was beschadigd, waardoor meer dan 700.000 mensen zonder verwarming kwamen te zitten. Het bombardement trof ook de laatste nog functionerende zendmast van de stad.
Op 8 maart werd weer een poging gedaan om burgers te evacueren, maar de Oekraïense regering beschuldigde Rusland van het opnieuw schenden van het staakt-het-vuren door de evacuatiegang te bombarderen.
Op 14 maart konden er voor het eerst sinds het begin van de belegering succesvol mensen uit Marioepol worden geëvacueerd. Het stadsbestuur liet via Telegram weten dat er 's middags een konvooi met meer dan 160 auto's was vertrokken op weg naar Zaporizja.
Op 18 maart werden er bijna 5000 mensen geëvacueerd uit de stad. Russische bronnen spraken over ca. 13.700 geëvacueerden die naar Rusland zouden willen.
Op 1 april ging opnieuw een geplande humanitaire corridor uit Marioepol niet door. Het Rode Kruis meldde dat evacuatie vanuit Marioepol onmogelijk was. De stad bleef geheel afgesloten omdat het er te gevaarlijk was. Een dag eerder had Rusland nog een wapenstilstand beloofd.
Op 7 april berichtte de Oekraïense vicepremier Veresjtsjoek dat er in het hele land via tien corridors in totaal 4676 mensen waren geëvacueerd, van wie 1205 uit Marioepol. Diezelfde dag zei burgemeester Bojtsjenko op de nationale televisie dat er nog ca. 100.000 mensen in Marioepol vastzaten die snel de stad uit moesten.
Op 23 april mislukte alweer een evacuatiepoging via een humanitaire corridor vanuit de stad, nadat vicepremier Veresjtsjoek eerder had aangekondigd dat de evacuatie wel mogelijk was. Er zouden ca. 200 burgers op hun evacuatie hebben gewacht, waarna de Russische krijgsmacht hen sommeerde om rechtsomkeert te maken.

#### Geslaagde evacuaties vanuit de Azovstalfabriek
Begin mei lukte het uiteindelijk toch om ca. 100 burgers vanuit de Azovstalfabriek te evacueren. De VN en het Rode Kruis coördineerden de evacuatie. Op 3 mei werd bekend dat de geëvacueerde burgers veilig waren aangekomen in Zaporizja.
Op 6 mei bevestigden zowel Veresjtsjoek als het Russische ministerie van Defensie dat er opnieuw 50 burgers succesvol waren geëvacueerd uit de Azovstalfabriek. Het ging om vrouwen, kinderen en ouderen. De reddingsoperatie zou de volgende dag doorgaan.
Hoewel zowel Oekraïense en Russische autoriteiten op 8 mei meldden dat alle burgers succesvol uit de Azovstalfabriek waren geëvacueerd, werd dit bericht twee dagen later tegengesproken door het regiobestuur. Er zouden nog altijd zo'n 100 burgers op het fabrieksterrein vastzitten, terwijl er hernieuwde Russische aanvallen waren op de fabriek.

### Overgave
Op 16 mei kondigde het Oekraïense leger aan dat de militairen in de Azovstalfabriek hun missie hadden vervuld. De Oekraïense regering zou hun hebben opgedragen de gevechten te staken, waarmee heel Marioepol nu feitelijk in Russische handen was. Rusland begon nu aan de evacuatie van de laatste 264 Oekraïense militairen van wie er 53 "ernstig gewond" waren. De militairen werden met de bus naar door Russische troepen gecontroleerde gebieden gebracht. De 53 zwaargewonde militairen zouden naar het ziekenhuis in de door de Volksrepubliek Donetsk gecontroleerde stad Novoazovsk zijn overgebracht.
De Russische perssecretaris Dmitry Peskov zei dat de Russische president Poetin had gegarandeerd dat de strijders die zich overgaven zouden worden behandeld "in overeenstemming met de internationale normen", terwijl de Oekraïense president Volodymyr Zelensky in een toespraak zei dat de pogingen om de "jongens" naar huis te brengen doorgingen, maar dat het tijd nodig had. Enkele prominente Russische wetgevers riepen de regering op om de uitwisseling van Russische gevangenen voor leden van het Azovbataljon te weigeren.

## Dodelijke slachtoffers
Op 14 maart meldde de Oekraïense regering dat er in Marioepol sinds het begin van de Russische invasie zeker 2500 doden waren gevallen. Zij werden begraven in massagraven. Gevreesd werd dat het dodental snel verder zou oplopen, aangezien de voedselvoorraden opraakten en de stad onbereikbaar was voor hulp van buitenaf.
Op 17 maart maakten de lokale autoriteiten bekend dat het aantal doden in Marioepol als gevolg van de oorlog was opgelopen tot minstens 20.000. De Oekraïense minister van Defensie Oleksii Reznikov noemde dit aantal tegenover het Europees Parlement.
Bij een aanval op een ziekenhuis zouden volgens de plaatselijke autoriteiten zeker 50 mensen zijn omgekomen.
Het Bureau van de Hoge Commissaris van de Verenigde Naties voor de Mensenrechten (OHCHR) liet op 16 juni weten dat er in Marioepol door de oorlog zeker 1348 burgerdoden waren gevallen, waaronder 70 kinderen. Vermoed werd dat het werkelijke aantal burgerdoden in de stad aanzienlijk hoger lag.

## Vermoedelijke oorlogsmisdaden

### Vermoedelijk gebruik van chemische wapens door Rusland
Het Azovbataljon meldde op 11 april dat de Russen in Marioepol chemische wapens zouden hebben ingezet tegen Oekraïense troepen. Een woordvoerder van de pro-Russische separatisten zou hiertoe hebben opgeroepen op de Russische staatstelevisie. Het zou voor het eerst sinds het begin van de oorlog zijn dat dit soort wapens werden ingezet. De betreffende pro-Russische militie ontkende dat er zo'n aanval was geweest.

### Vermoedelijke deportaties
De Oekraïense gemeenteraad beschuldigde Rusland ervan de geëvacueerden illegaal te deporteren. Op 21 maart werden er 3007 mensen uit Marioepol geëvacueerd via humanitaire corridors. Op 24 maart liet het stadsbestuur van Marioepol via Telegram weten dat er ca. 15.000 inwoners van de stad illegaal waren gedeporteerd naar Rusland, maar deze claim viel niet te verifiëren.
Oekraïense functionarissen beweerden dat er duizenden burgers naar Taganrog in Rusland waren gestuurd. Russische staatsmedia meldden dat sommige inwoners van Marioepol waren geëvacueerd naar Donetsk, Rjazan en Jaroslavl. Getuigenissen over burgers uit Marioepol en andere bezette gebieden, die gedwongen verplaatst werden naar Rusland, pasten in het Russische pr-verhaal dat de Russische troepen de Russisch sprekende Oekraïners naar het veilige Rusland evacueerden om ze te redden van de onderdrukking door Kiev.
Oekraïense burgers kwamen in 'filtratiekampen', waar ze uitvoerig werden ondervraagd. Burgers die familie hadden wonen in Rusland werden meestal herenigd en daarna geïntegreerd in de Russische maatschappij. Burgers zonder Russische familiebanden werden vaak tot ver in Siberië gebracht. Sommige van deze gedeporteerden waren in staat om Rusland te ontvluchten.
Op 18 april meldde burgemeester Bojtsjenko dat er zo'n 40.000 inwoners van Marioepol onder dwang naar Rusland of gebied dat door Rusland werd bezet waren overgebracht.

### Vermoedelijke massamoorden
Oekraïense autoriteiten berichtten in april dat er in een massagraf ten noordwesten van Marioepol mogelijk 9000 lichamen lagen. Op satellietbeelden, gemaakt op 3 april, leken de graven te zien te zijn over een lengte van zeker 300 meter.
Op 30 mei maakte het stadsbestuur van Marioepol bekend dat de Russen in geïmproviseerde massagraven de lichamen van zo'n 16.000 inwoners van Marioepol hadden begraven. Vermoed werd dat het aantal burgerdoden in de stad verder zou oplopen tot zeker 22.000 en mogelijk 45.000. Onder het puin van de verwoeste gebouwen zouden ook nog duizenden lichamen liggen.